# Projecte Gèminis

Signe Gèminis

El Projecte Gèminis és un projecte fictici de la sèrie El internado produïda per Antena 3. El projecte, que és un conjunt de cruels experiments, és fundat pel Dr. Ritter Wülf (José Hervás) amb l'ajuda de vuit nazis després de la Segona Guerra Mundial (febrer 1943). Junts volen experimentar amb els jueus al camp de concentració de Bełzec (Alemanya) en el qual treballaven. Aquest projecte tenia un lema, el qual era «Només els dèbils han de morir».

## El internado
La sèrie té set temporades amb 71 episodis en total, produïda a la televisió espanyola per la cadena antena 3. És una sèrie de drama i intriga la qual es produeix a través de la productora globomedia. Va ser emès el 24 de maig de 2007 fins al 13 d'octubre de 2010.
Paula Novoa Pazos (Carlota Garcia) i Marcos Novoa Pazos (Martín Rivas) són dos germans gallecs, que tenen molt bona relació. Els seus pares han desaparegut navegant i no se sap res d'ells, per això ingressen en l'internat Laguna Negra. On el director de l'internat, Hèctor de la Vega (Luis Merlo) se'n fa responsable com tutor legal.
A mesura que s'estan en l'internat, es comencen a produir una sèrie de successos terribles, els quals sembla que la Paula Novoa Pazos, la germana del Marcos Novoa Pazos és el centre de tot el que passa i per això, el Marcos Novoa Pazos amb els seus amics comencen a investigar aquesta sèrie de successos i descobreix diferents fets increïbles.
El desembre del 2019 es fa un rebut de la sèrie que es diu El Internado: Las cumbres que s'emet per Amazon Prime Video i es va estrenar al 2021.

## Història

### Alemanya antiga
Comencem parlant d'un virus mortal. Vuit nazis: Ritter Wülf (José Hervás), Martin Von Klaus (Eduardo MacGregor), Karl Fleischer (Joan Massotkleiner), Theodora Räuber (Lola Cordón), Hans Weigel, Otto Ullrich, Ludwig Henninger i Adolf Merkel, creen el virus en els camps de concentració de Bełzec, Alamània. El virus es transmet a través de la sang, encara que Ritter Wülf que és l'encarregat del virus i director de la divisió mèdica de la Schutzstaffel durant el III Reich i cirurgia en els camps de concentració de Bełzec (on es realitzaven els experiments), volia aconseguir que el virus es pugui transmetre per l'aire. Aquest virus es va crear per experimentar amb els jueus en els camps de concentració i també perquè sobrevisquin els més forts i els dèbils morin, ja que aquest projecte tenia un lema, el qual era "només els dèbils han de morir".

### Inici del projecte
Tot comença el febrer del 1943, Ritter Wülf estava treballant en el virus amb els seus companys, quan de sobte entra la seva filla, Eva Wülf, que cau en entrar i es talla amb una mostra de sang d'un jueu que tenia el virus i es va contagiar del virus. Va congelar la seva filla Eva Wül per tal de descongelar-la i curar-la amb l'antídot, el dia que en trobès un.
Un cop el III Reich és mort, el 1945, Ritter Wülf va fingir la seva mort en un bombardeigi va agafar la seva filla, amb ella va fugir a Espanya. On es va instal·lar al Orfenat La Laguna Negra amb els altres set nazis que van crear el projecte. Trobaven que l'orfenat era el lloc ideal per continuar el projecte perquè no hi hauria cap sospita. Cap nazi es coneixia realment amb un altre nazi, pel fet que tots els nazis s'oculten la veritable identitat entre ells fent-se noves identitats.
Seguidament, Santiago Pazos, va demanar a un oficial nazi que s'estava a la ciutat de Nuremberg, que salvés tots els documents del projecte geminis i els enviés a Espanya per poder continuar els experiments a l'orfenat espanyol. Santiago Pazos va enviar els documents a través del seu fill petit, Helmuth, que se'n va anar cap a Espanya l'1 de maig de 1945. El pare d'Helmuth va ser fusillat pels russos així que el petit va ser adoptat a l'orfenat. Quan el van adoptar li van posar el cognom Fernandez, així doncs, Helmuth va ser dit Camilo Belmonte, quan es va fer gran va ser còmplice del projecte gèminis.

### Projecte Gèminis traslladat a Espanya
Quan tots els membres van arribar a Espanya, un cop tots instal·lats, van obrir l'orfenat de la Laguna Negra. Així podran continuar els experiments de manera amagada perquè consideraran que era el lloc ideal per fer l'experiment, ja que experimenten amb nens i nenes. Any més tard, l'orfenat va esdevenir un internat.

### Projectes aliats
Els membres del projecte gèminis van crear una empresa farmacèutica, OTTOX, que els podria servir per amagar el projecte geminis. La intenció de Ritter Wülf era portar aquest virus a més, i que es pugui transmetre per l'aire, OTTOX va ser l'encarregat que això fos possible, ja que gràcies a l'empresa, el virus perfeccionat és capaç de matar a algú en només dies, inclús van aconseguir que el virus es transmetis per l'aire. Que era l'objectiu de Ritter Wülf.
El virus s'injectava pel coll, un cop el virus a dintre teu, tarda deu dies a expandir-se pel teu cos. Tots els que hagin estat al seu voltant al llarg d'aquests dies quedarien contagiats. Després d'aproximadament un parell de dies l'infectat es mor.

### Canvis en el projecte Gèminis
L'objectiu de Ritter Wülf era que el virus s'expandeixi mundialment provocant una pandèmia, i per això això faria que la gent necessites la cura pel virus la qual només tenen els membres d'OTTOX i es podrien treure molts diners venen les càpsules que tractaran el virus. Això no va ser possible, ja que Saúl va interrompre el fet.
Hèctor de la Vega va estar infectat pel virus, però es va curar amb la màquina de radiació lumínica. Per això, Ritter Wülf va voler utilitzar la màquina amb la seva filla perquè la pogués reviure. Però més tard, una alumna de l'internat, la qual podria contactar amb morts, va parlar amb la filla de Ritter Wülf, Eva Wülf. La qual ja estava morta i l'esperit de l'Eva Wülf va ordenar a l'alumna, Júlia Medina Jiménez, que la treies de la càpsula congelada on estava tancada. Així dons la Júlia Medina Jiménez i el Iván Noiret, dos alumnes de l'internat van anar a alliberar a la Eva Wülf, ja que si no la vida de Júlia Medina Jiménez podia estar en perill per culpa de la Eva Wülf.
Un cop fet, Ritter Wülf, el que volia era reviure a la seva filla, Eva Wülf, amb la màquina de radiació lumínica. Però va ser interromput per Camilo Belmonte, el qual va llençar una bomba als laboratoris d'OTTOX el qual va eliminar la vida de Ritter Wülf.
Per això, es va suposar que el projecte geminis va donar amb el seu final.
Però, un temps més tard, dos integrants del projecte geminis, Hugo Alonso Sanz i Karl Fleischer van seguir amb el projecte d'OTTOX per tenir com a objectiu guanyar els diners. Fent viral el virus mundialment.

## Participants en el projecte

### Líders
Els líders del projecte van ser els vuit nazis fundadors. Els nazis tenien dos noms, el seu i el nom que tenien a dintre d’Espanya per amagar la seva identitat; Ritter Wülf (Santiago Pazos), Martín Von Klauss (Joaquín Fernández), Karl Fischer (Carlos Araujo), Theodora Räuber (Asunción Hervás), Hans Weigl (German Alcazar), Otto Ulrich (Hugo Krauss), Ludwig Henninger (Damian Urgarte) i Adolf Merkel (Guillermo García).

### Voluntaris
Durant tot el projecte, va haver-hi voluntaris que van ajudar al fet que el projecte creixés, però alguns d'aquests voluntaris no eren conscients de la veritable raó pel qual estaven ajudant, és a dir, no sabien realment el que era el projecte i les seves intencions. Els voluntaris en el projecte van ser; El Capità Von Hammer (Oficial Nazi), Camilo Belmonte (professor de llatí), Andrés Novoa (empresari), Ricardo Montoya (Periodista), Jacques Noiret (director de l'Internat), Sr. León (Doctor), Mario Torres (Advocat), Mateo Tabuenca (professor), Hugo Alonso (professor), Clara Sáez (professora), Nicolàs Garrido (tinent de l'exèrcit), Sr. Cistaré (Accionista d'OTTOX) i Amàlia González (Neta de Theodora Räuber).

### Obligats
Molts integrants del projecte van ser obligats a contribuir, els amenaçaven amb xantatge. Aquests integrats obligats van ser; Amelia Ugarte (professora), Lucia García (Doctora), Doctor Barroso (Doctor), Maz Levov (científic), Daniel Alonso (científic), Roque Sánchez (Alumne) i Rubén Bosco (alumne).